# WIBP-CorV
WIBP-CorV، هو أحد اللقاحين المرشحين ضد مرض فيروس كورونا الذين تعمل شركة سينوفارم على تطويرهما وإنتاجهما بتقنية اللقاحات الخاملة. تولى «معهد ووهان للمنتجات البيولوجية» التابع لسينوفارم تطوير لقاح «WIBP-CorV» ويشير الجزء الأول من اسم اللقاح إلى الأحرف الأولى من اسم المعهد، بينما تولى «معهد بكين للمنتجات البيولوجية» التابع لها أيضًا مهمة تطوير لقاحها الآحر لقاح سينوفارم. اللقاح مخصص للإعطاء عن طريق الحقن العضلي.
بدأ تطوير اللقاحين في أبريل من عام 2020، ونُشرت نتائج المرحلة الأولى والثانية من التجارب السريرية للقاح «WIBP-CorV» في 13 أغسطس من العام نفسه، إذ أجريت المرحلة الأولى على 96 شخصًا بالغًا والثانية على 224 شخصًا بالغًا، وقد أظهر هذا اللقاح نسبة فعالية تبلغ 72.51% ضد فيروس كورونا وهي أدنى من نسبة لقاحها الآخر لقاح سينوفارم البالغة 79.34%.
في 25 فبراير 2021، وافقت الحكومة الصينية على دخول اللقاح حيز الاستخدام العام.